# Oranje dwergmycena
De oranje dwergmycena (Mycena acicula) is een schimmel behorend tot de familie Mycenaceae. Hij leeft saprotroof op takken, twijgen en strooisel van loofbomen en struiken, vooral op voedselrijke en vochtige bodems. De vruchtlichamen verschijnen van mei tot oktober. De vruchtlichamen van groeien solitair, in groepen of enigszins geclusterd op puin op natte plaatsen, vooral langs beekjes of de randen van moerassen.

## Kenmerken

### Uiterlijke kenmerken
Hoed
De hoed is 0,3 tot 1,2 cm in diameter. De vorm is  halfbolvormig als hij jong is en later klokvormig tot convex. Het oppervlak is mat tot zijdeachtig glanzend en heeft geheel of gedeeltelijk een fijne witachtige frosting. Het is helder oranje tot oranjerood van kleur en lichtgeel naar de rand toe. Dit is doorschijnend en golvend bijna tot het midden.
Lamellen
De lamellen zitten nauw aan de steel gehecht en zijn wit tot geelachtig van kleur, de randen zijn glad. 
Steel
De smalle, cilindrische en holle steel is 2-6 cm lang en 0,5-1 mm breed. Het oppervlak is dof, glad tot fijn gematteerd en licht tot citroengeel, en wordt lichter tot witachtig naar de basis van de steel toe. De basis is bedekt met wit mycelium-vilt. 
Geur en smaak
Het dunne vruchtvlees heeft geen specifieke geur of smaak.
Sporenprint
De sporenprint is wit.

### Microscopische kenmerken
De sporen zijn  appelzaadvormig en zijn 9-12 µm lang en 3-4,5 µm breed. Ze zijn inamyloïde, wat betekent dat ze geen jodium opnemen wanneer ze worden gekleurd met Melzers reagens. De sporendragende cellen, de basidia, zijn knotsvormig, viersporig en meten 20–22 bij 5–6 µm. cheilocystidia en pleurocystidia zijn vergelijkbaar, knotsvormig tot spilvormig of eivormig, en hebben toppen die vaak bedekt zijn met een harsachtige afscheiding. De hyfen waaruit de cuticula van de hoed bestaat, zijn tot 3,5 µm breed, geklemd en bedekt met cilindrische uitsteeksels van 2–9 bij 1–3 µm. De hyfen van de corticale laag van de steel zijn tot 4,5 µm breed, geklemd en dicht bedekt met eenvoudige tot enigszins vertakte, cilindrische tot opgeblazen uitgroeisels die tot 20 bij 5 µm groot zijn.

## Verspreiding
De schimmel komt met name voor in Europa, Noord-Amerika en sporadisch hierbuiten. Het is wijdverspreid in het oosten van de Verenigde Staten en Canada en komt voor in Washington, Oregon en Californië langs de Pacifische kust. 
In Nederland komt de oranje dwergmycena zeer algemeen voor. Hij staat niet op de rode lijst en is niet bedreigd.

## Foto's

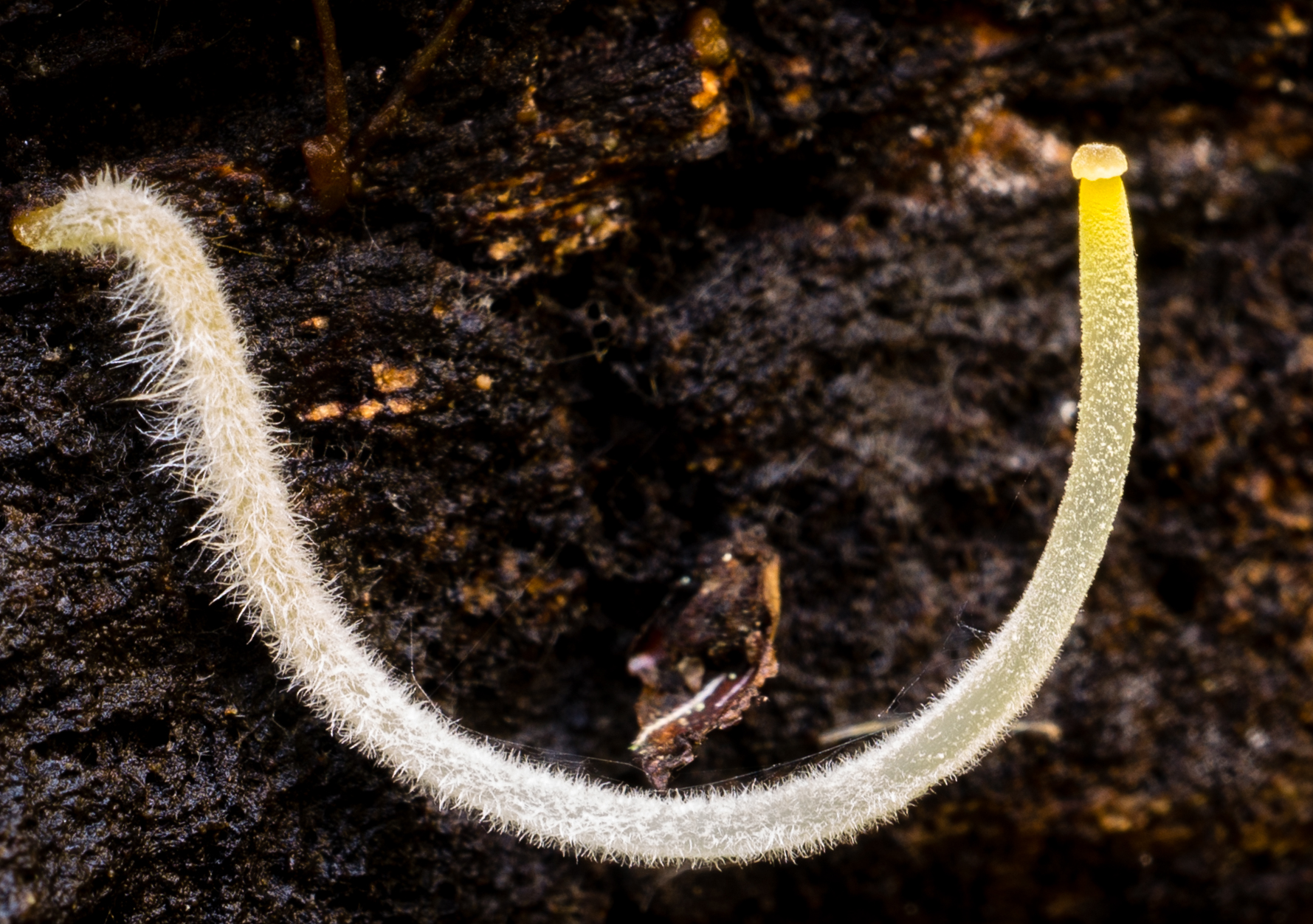
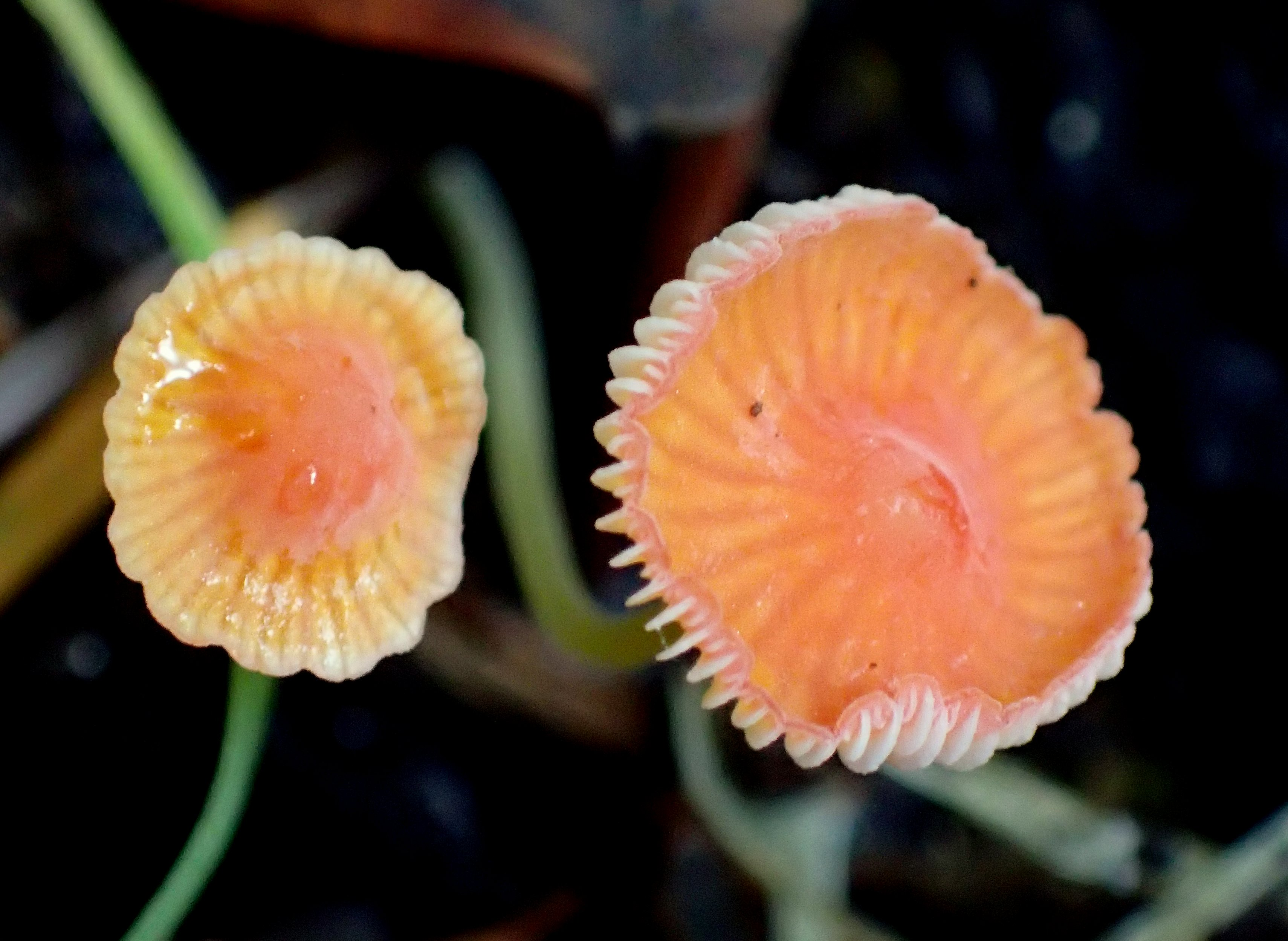